# Olga Samková
Olga Samková, född 2005, är en tjeckisk kanotist som tävlar i kanotslalom.

## Karriär
Vid junior-VM 2022 i Ivrea tog Samková guld i lagtävlingen i C1 tillsammans med Klára Kneblová och Adriana Morenová samt guld i lagtävlingen i K1 tillsammans med Klára Kneblová och Kateřina Švehlová. Vid junior-EM 2022 i České Budějovice tog hon individuellt guld i extremslalom och silver i K1. Samková tog även guld i lagtävlingen i K1 tillsammans med Klára Kneblová och Kateřina Švehlová samt silver i lagtävlingen i C1 tillsammans med Klára Kneblová och Adriana Morenová. Vid junior-EM 2023 i Bratislava tog hon silver i K1 samt guld i lagtävlingen tillsammans med Klára Mrázková och Bára Galušková.
Vid EM 2025 i Vaires-sur-Marne tog Samková brons i kajakcross.